# Исаевское (Ильинский район)
Исаевское — село Ильинского района Ивановской области России, административный центр Исаевского сельского поселения.

## География
Расположено на берегу реки Даниловки в 6 км на северо-запад от райцентра посёлка Ильинское-Хованское на автодороге 24К-260 Ростов — Иваново.

## История
Сельский каменный пятиглавый храм с колокольней построен в 1783 году и заключает в себе три престола: Введения во храм, св. Николая и великомученика Георгия, до постройки каменной в селе существовала деревянная церковь.
В конце XIX — начале XX село входило в состав Щадневской волости Ростовского уезда Ярославской губернии. В 1885 году в селе было 54 двора.
С 1929 года село являлось центром Исаевского сельсовета Ильинского района, с 2005 года — в составе Исаевского сельского поселения.
До 2010 года в селе действовала Исаевская начальная общеобразовательная школа.

## Население
| 1859 | 1914 | 2010 |
| ---- | ---- | ---- |
| 338  | ↗350 | ↗393 |

## Инфраструктура
В селе имеются дом культуры, фельдшерско-акушерский пункт, отделение почтовой связи